# Ferrante Gonzaga di Bozzolo
Ferrante (o Ferdinando) Gonzaga di Bozzolo (San Martino dall'Argine, 1550 – Ibídem, 11 de febrero de 1605 ) fue un militar italiano, a veces mercenario, de caballería al servicio de la Monarquía Hispánica y del Imperio, durante la segunda mitad del siglo XVI. Caballero de la Orden de San Giacomo della Spada.
Hijo del marqués de Gazzuolo, Carlo Gonzaga (1523-1555), y de Emilia Cauzzi Gonzaga (1524-1573). Tuvo 10 hermanos, entre ellos el primogénito Pirro II Gonzaga (1540-1592), o el cardenal de la iglesia católica Scipione Gonzaga (1542-1593). Por tanto, pertenecía a la famosa familia Gonzaga, exactamente de la rama Bozzolo desde su bisabuelo Gian Francesco Gonzaga (1443-1496), y que se extinguiría en 1703.
En la bibliografía española este apellido a veces a aparece como Gonzague.

## Biografía
De niño fue paje en la corte imperial de Maximiliano II de Habsburgo, permaneciendo allí hasta el año 1568
En 1571 ingresa en la Orden de San Giacomo della Spada (rama de la Orden de Santiago).
Entre 1578 y 1581 sustituye a su hermano Pirro II Gonzaga como capitán de caballería en Flandes en apoyo de la Monarquía Hispánica, donde resultó gravemente herido en 1582 durante el largo asedio a la ciudad de Gante, que acabaría dos años después con la victoria española.
Regresó a Mantua en 1586, incorporándose de nuevo a Flandes un año después, donde estará hasta 1592. Durante este tiempo, como coronel de un regimiento de caballería alemana, formará parte de la primera línea de desembarco de la Gran Armada. El día 9 de agosto de 1588 un ejército formado por cuatro Tercios españoles (Tercio viejo de Lombardía "gemelo", Tercio viejo de Sicilia "gemelo", Tercio de Bobadilla y Tercio de Queralt), así como un regimiento irlandés al mando de Guillermo Estanley y el regimiento de Ferrante Gonzaga, embarca en Dunquerque para cruzar el canal de la Mancha junto a Alejandro Farnesio, pero teniendo noticia de la mala climatología, las tropas desembarcan para alojarse de nuevo. El día 12 se volvió a embarcar, y a los dos días, volvieron a desembarcar teniendo ya noticias de que la Gran Armada había sido desbaratada por la mar. Desde allí, Ferrante Gonzaga y su regimiento se trasladan a Amberes, terminando así la malograda primera invasión española de Inglaterra.
Estuvo guerreando en Flandes hasta que, en 1600, el emperador Rodolfo II lo nombró maestre de Campo y gobernador de Hungría. Luchó en las tropas del Emperador, que también era rey de Hungría, contra los otomanos y sus vasallos protestantes (luteranos, calvinistas y unitaristas) durante la llamada “larga guerra turca”, o Guerra de los Trece Años (1593-1606).
Regresó a su villa natal en 1602, donde falleció tres años más tarde.

## Matrimonio y descendencia
En 1594 casó con la bella Isabella Gonzaga de Novellara (1576 – 1630). Tuvieron 11 hijos, 8 de los cuales fueron: Scipione o Scipio I Gonzaga (1595-1670), embajador imperial, príncipe de Bozzolo y duque de Sabbioneta;  Alfonso (1596-1659), marqués de Pomaro; Carlo (1597-1636), religioso y Gobernador de Bozzolo, graduado en la Universidad de Salamanca, y que llegó a ser Abad de la abadía cisterciense de Santa María de Lucedio, en Trino.; Luigi (1599-1660), soldado imperial que llegó a ser Gobernador de Raab; Camillo (1600-1659), militar al servicio del Imperio y de la República de Venecia, donde llegó a ser general; Isabella (n. 1601), religiosa; Federico (también militar, al servicio de España en Flandes, y del Imperio en Hungría. Probablemente hijo natural pero legitimado); Annibale (1602-1668), príncipe de Bozzolo y San Martino, mariscal imperial que llegó a ser Gobernador de Viena, y que el rey Felipe IV le concedió el Toisón de Oro (1657).
Diez años después de su muerte, en 1616, su mujer se casó en segundas nupcias con el futuro VII duque de Mantua, Vincenzo II Gonzaga.